# 甘努西夫卡 (季斯梅尼齊亞區)
49°0′16″N 24°48′17″E / 49.00444°N 24.80472°E
甘努西夫卡（烏克蘭語：Ганнусівка），是烏克蘭西部的村莊，隸屬伊萬諾-弗蘭科夫斯克州的伊萬諾-弗蘭科夫斯克區。該村面積10.8平方公里，2001年人口1,263，人口密度每平方公里117.1人。